# Takashi Hirano
Takashi Hirano (平野 孝, Hirano Takashi, Shizuoka, 15 juli 1974) is een Japans voormalig voetballer die als middenvelder speelde.

## Japans voetbalelftal
Takashi Hirano debuteerde in 1997 in het Japans nationaal elftal en speelde 15 interlands, waarin hij 4 keer scoorde.

## Statistieken
| Japans voetbalelftal | Japans voetbalelftal | Japans voetbalelftal |
| Jaar                 | Wed.                 | Dlp.                 |
| -------------------- | -------------------- | -------------------- |
| 1997                 | 5                    | 1                    |
| 1998                 | 7                    | 2                    |
| 1999                 | 0                    | 0                    |
| 2000                 | 3                    | 1                    |
| Totaal               | 15                   | 4                    |